# ۸۰۴ (قمری)
۸۰۴ (قمری)، هشتصد و چهارمین سال در گاهشماری هجری قمری است. اول محرم این سال برابر با بیستم اوت سال ۱۴۰۱ میلادی است.